# Джей Форрестер
Джей Райт Фо́ррестер (англ. Jay Wright Forrester; 14 липня 1918 — 16 листопада 2016) — американський інженер, розробник системної динаміки.

## Біографія
Народився 14 липня 1918 рік а в Анселмо, штат Небраска. Закінчив університет штату Небраска і Массачусетський технологічний інститут в Кембриджі (МТІ). Після його закінчення став займатися викладацькою роботою. В 1939 - [+1945]] - займається розробкою сервомеханізмів. Був розробником одного з перших універсальних комп'ютерів Whirlwind I ( «Вихор-1») на замовлення ВМС США, в заснованій ним лабораторії цифрових комп'ютерів при Массачусетському технологічному інституті. В ході цієї роботи їм в 1950 р була запропонована одна зі схем робочої пам'яті на феритових сердечниках, що набула широкого поширення на ЕОМ другого покоління. В 1951 - 1956 керує линкольновской лабораторією повітряної оборони в  Лексінгтоні.
У 70-х роках XX століття він розробив моделі «Мир-1» і «Мир-2», націлені на вироблення сценаріїв розвитку всього людства в його стосунках з біосферою. Модель «Мир-1» складалася з більш ніж сорока нелінійних рівнянь, що описують взаємозалежність вибраних змінних. Кілька пробних прогонів на машині дозволили перевірити узгодженість моделі і виявити деякі помилки і похибки. Потім він переформулював модель, перетворивши її в «Мир-2», і взявся за перевірку. Так народилося перше покоління комп'ютерних моделей, призначених для дослідження довгострокових тенденцій світового розвитку. За порадою Дж. Форрестера розробка моделі «Світ-3» була доручена професору Деннису Л. Медоуз, молодому асистентові Форрестера. Зберігши за собою загальне керівництво проектом, Джей Форрестер опублікував кілька місяців по тому книгу «Світова динаміка», узагальнює його внесок у створення перших машинних моделей, аналізують глобальну систему.
Розробник першого в світі верстата з ЧПУ. Це був вертикально-фрезерний верстат Hydro-Tel заводу Cincinnati, який застосовував керуючу програму, записану на перфострічці.
З 1956 - професор Слоунівської школи менеджменту при МТІ. У цей період розробив теорію  системної динаміки. Автор книг «Основи кібернетики підприємства» (1961), «Динаміка міст» (1969), «Світова динаміка» (1971).
В 1968 нагороджений премією «Винахідник року» та медаллю Вальдемара Поулсена Данської академії технічних наук.

## Книги
- Форрестер Д. Мировая динамика. М., АСТ, 2003
- Форрестер Дж. Основы кибернетики предприятия (Индустриальная динамика).pdf M, Прогресс, 1970. — номер книги 909